# 오레키에테
오레키에테(이탈리아어: orecchiette, 단수: orecchietta 오레키에타[*])는 이탈리아의 파스타이다. 이탈리아의 풀리아 지방의 전형적인 요리이다. 그 이름은 작은 귀 같다고 해서 지어진 것으로 이탈리아어에서 orecchio는 귀를 의미하며 접미어인 'etto'는 작다를 의미한다. 타란토 방언으로는 recchietedde 혹은 chiancaredde로 부르기도 한다.
오레키에테는 둥글한 납작 모양으로 디스크와 흡사하며 2cm 정도의 길이에 가운데가 더 얇은 모양이다. 표면은 거친 편으로 다른 파스타처럼 오레키에테는 듀럼 밀과 물, 소금을 사용하지만 계란은 거의 사용하지 않는다.
지역 요리법으로는 채소를 많이 넣어서 브로콜리를 넣어 먹는다. 이탈리아 요리책 Il cucchiaio d'argento에서는 채소 소스가 가장 잘 어울리는 조합이라고 적고 있다.
남부 이탈리아의 여성들은 노소를 막론하고 봄에 야외에서 도우를 작은 실린더 모양으로 만들어 큐브식으로 작게 썰어 내곤 한다. 그리고 나서 튜브 같이 자른 밀가루를 오른손 엄지손가락으로 눌러 문데어 둥글게 감기게 만든다. 그런 다음 엄지손가락을 반대쪽으로 집어 넣어 둥그렇고 볼록한 부분이 만들어진다.
오레키에테는 파스타의 일종으로 풀리아주 등 이탈리아 남부 지방에서 유래했다. 그 이름은 작은 귀처럼 속이 오목한 데서 유래했다. 이탈리아어에서 orecchio라는 단어가 귀를 의미하여 어미 'etto'는 작은 크기를 의미한다. 타란토에서는 recchietedd 혹은 chiancaredd로 부르기도 한다.
오레키에테는 듀럼밀과 물, 소금으로 반죽하며, 보통 크기가 2cm 정도 되며 가장자리는 도톰하고 가운데는 얇으며 엄지 손가락이 지난 자리라 표면이 거칠한 것이 특징이다. 이 형태는 건조를 손쉽게하여 기근 등을 대비하여 대량 생산해 보관 할 수 있게 한다. 
지역 향토 음식에서는 대표적으로 프리아리엘리(friarielli: 로마에서는 브로콜레티, 풀리아에서는 치메 디 라파, 토스카나에서는 라피니로 불린다)라는 채소와 함께 요리한다. 
남부 이탈리아에서는 반죽을 만들어 작은 튜브처럼 잘게 썬다음에 도구를 이용해 넓게 펴서 엄지 손가락으로 눌러 펴 바르면 파스타 면 가운데가 오목한 형태가 된다.
걸어서 세계속으로에도 소개된 적이 있었다.

## 유래
오레키에테는 프랑스의 프로방스 지방에서 유래한 것으로 추측된다. 중세에도 그 지역에서는 비슷한 종류의 파스타가 생산되어왔다. 디스크처럼 가운데는 거의 비어있는 파스타의 도우 형태는 가뭄에도 사람들이 끼니 해결을 하기 위해 얇고 도넛과 비슷한 형태로 만들어졌다. 긴 항해를 해야 했던 배의 경우에도 가볍고 손이 많이 가지 않는 오레키에테를 다량 가지고 다녔다. 현재의 이름으로 정착된 것은 이탈리아 풀리아 주 대부분을 프랑스의 앙주가 점령하면서 들여온 것으로 추측된다.

## 요리
- 브로콜리 라브를 넣은 오렛끼엣떼 : 이탈리아 남부 뿔리야 지방의 전통 파스타. 작은 귀 모양의 파스타. 야채만을 사용하기 때문에 맛을 내기 위해 이탈리아 남부에서 생산된 강한 맛의 올리브유를 사용한다.[1]

## 사진

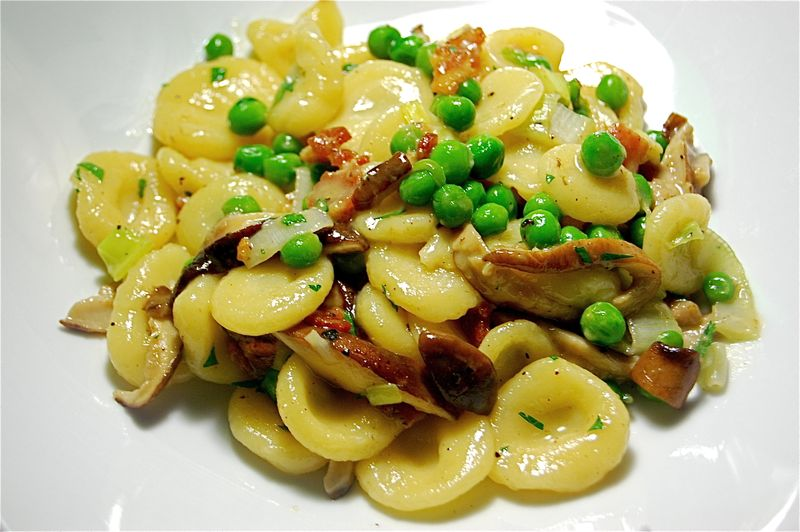
오레키에테의 전형적인 형태 속이 오목하다.